# Hil dig, Maria
 "Ave Maria" omdirigeres hertil. For andre betydninger af Ave Maria, se Ave Maria (flertydig).
Hil dig, Maria (latin: Ave Maria, også "Englens hilsen") er en katolsk bøn rettet til Jomfru Maria. 
Bønnen lyder:
Hil dig Maria, fuld af nåde!
Herren er med dig!
Velsignet er du iblandt kvinder
og velsignet er dit livs frugt, Jesus.
Hellige Maria, Guds Moder!
Bed for os syndere,
nu og i vor dødstime.
Amen.
På latin:
Ave Maria, gratia plena,
Dominus tecum,
benedicta tu in mulieribus,
et benedictus fructus ventris tui Iesus.
Sancta Maria, mater Dei,
Ora pro nobis, peccatoribus, nunc, et in hora mortis nostrae
Amen
Bønnen er hentet fra to passager i Lukasevangeliet: Englen Gabriels hilsen til Jomfru Maria i »Herren er med dig, du benådede!«, Luk 1:28, og Jomfru Marias besøg hos Elisabeth (»Velsignet er du blandt kvinder, og velsignet dit livs frugt!«, Luk 1:42).
Bønnen bruges både for sig selv og i kombination med andre bønner og er den mest fremtrædende del af rosenkransbønnen. Den er også central i angelusbønnen.

## Nyere anvendelser
"Hil dig, Maria" er også brugt i en af Tupac Shakurs sange "Hail Mary".